# D.C. – Da Capo
D.C. – Da Capo (jap. D.C. 〜ダ・カーポ〜, D.C. – Da Kāpo) ist eine Ren’ai-Adventure-Erogē-Reihe des japanischen Unternehmens Circus. Basierend auf den Spielen entstand auch ein Manga und eine Anime-Fernsehserie.

## Handlung
D.C. – Da Capo handelt von einer fiktionalen Insel im modernen Japan, Hatsunejima, wo die Kirschbäume immer in voller Blüte stehen. Auf der Insel existieren mysteriöse Kräfte und Fähigkeiten.

### Handlung der ersten Staffel des Anime
Jun'ichi Asakura lebt mit seiner Adoptivschwester Nemu auf der Insel Hatsunejima. Jun'ichi kann in die Träume anderer Menschen sehen und Süßigkeiten erschaffen. Eines Tages kehrt Jun'ichis Cousine und Freundin Sakura Yoshino aus Amerika zurück. Sie sieht genauso aus, wie sie die Insel sechs Jahre zuvor verlassen hat. Es entwickelt sich eine Dreiecksbeziehung zwischen den beiden Mädchen und Jun'ichi.

## Titel
Da capo bezeichnet das Wiederholen eines Musikstücks von Anfang an. Hier steht es für Jun'ichis zweite Chance seine Freundschaften mit den Mädchen der Insel weiterzuführen.

## Spiele
Da Capo begann ursprünglich als eine Sammlung von Kurzgeschichten auf der Fandisc Archimedes no Wasuremono (アルキメデスのわすれもの) zu Circus’ Spiel Suika. Die Fandisc erschien am 14. Dezember 2001. Diese Kurzgeschichten enthielten schon die Charaktere Jun’ichi, Kotori, Nemu, Moe, Suginami, sowie die als Sakurambo bezeichnete Sakura. Im später erscheinenden Da Capo hatte dann auch die Protagonistin Sayaka aus Suika mehrere Cameo-Auftritte.
Zum gesamten Da-Capo-Franchise gehören folgende Spiele:
- 2002:
  - 28. Juni: D.C. – Da Capo (D.C. 〜ダ・カーポ〜; PC)
  - 13. Dezember: D.C. White Season – Da Capo White Season (D.C. White Season 〜ダ・カーポ ホワイトシーズン〜; PC)
- 2003:
  - 30. Oktober: D.C.P.S. – Da Capo Plus Situation (D.C.P.S. 〜ダ・カーポ プラスシチュエーション; PlayStation 2)
- 2004:
  - 28. Mai: D.C.P.C. – Da Capo Plus Communication (D.C.P.C. 〜ダ・カーポ～ プラスコミュニケーション; PC)
  - 27. August: D.C. Summer Vacation – Da Capo Summer Vacation (D.C. Summer Vacation 〜ダ・カーポ サマーバケーション〜; PC)
- 2005:
  - 15. Dezember: D.C. Four Seasons – Da Capo Four Seasons (D.C. Four Seasons 〜ダ・カーポ〜 フォーシーズンズ; PlayStation 2)
- 2006:
  - 26. Mai: D.C. II – Da Capo II (D.C.II 〜ダ・カーポII〜; PC)
  - 27. Juni: D.C. After Seasons – Da Capo After Seasons (D.C. After Seasons 〜ダ・カーポ〜 アフターシーズンズ; PC-Version von D.C. Four Seasons)
  - 22. Dezember: C.D. Christmas Days – Circus Disc Christmas Days (C.D.Christmas Days 〜サーカスディスク クリスマスデイズ〜; PC)
- 2007:
  - 27. April: D.C.II Spring Celebration – Da Capo II Spring Celebration (D.C.II Spring Celebration 〜ダ・カーポII〜 スプリング セレブレイション; PC)
  - 1. Juni: D.C. – Da Capo DVD Players Game: Kotori-hen (D.C. 〜ダ・カーポ〜 DVD Players Game ことり編; DVD-PG)
  - 29. Juni: D.C.P.C. – Da Capo Plus Communication: Vista Taiō-hen (D.C.P.C. 〜ダ・カーポ〜 プラスコミュニケーション Vista対応版; PC)
  - 27. Juli: D.C. – Da Capo DVD Players Game: Sakura-hen (D.C. 〜ダ・カーポ〜 DVD Players Game さくら編; DVD-PG)
  - 28. September: D.C. – Da Capo DVD Players Game: Nemu-hen (D.C. 〜ダ・カーポ〜 DVD Players Game 音夢編; DVD-PG)
- 2008:
  - 14. Februar: D.C. the Origin – Da Capo the Origin (D.C. the Origin 〜ダ・カーポ〜 ジ オリジン; PlayStation 2)
  - 29. Februar: D.C.P.K. – Da Capoker (D.C.P.K. 〜ダ・カーポーカー〜; PC)
  - 29. Mai: D.C.II P.S. – Da Capo II Plus Situation (D.C.II P.S. 〜ダ・カーポII〜 プラスシチュエーション; PlayStation 2)
  - 27. Juni: D.C. After Seasons – Da Capo After Seasons (D.C. After Seasons 〜ダ・カーポ〜 アフターシーズンズ; PC)
  - 25. Juli: C.D.C.D.2 (C.D.C.D.2 〜シーディーシーディー2〜; PC)
  - 26. September: D.C. Girl’s Symphony – Da Capo Girl’s Symphony (D.C. Girl’s Symphony 〜ダ・カーポ〜 ガールズシンフォニー; PC)
  - 26. Dezember: D.C.II P.C. – Da Capo II Plus Communication (D.C.II P.C. 〜ダ・カーポII〜 プラスコミュニケーション; PC-Version von D.C.II P.S.)
- 2009:
  - 29. April: D.C.I.F. – Da Capo Innocent Finale (D.C.I.F. 〜ダ・カーポ〜 イノセントフィナーレ; PlayStation 2)
  - 26. Juni: D.C.II. To You – Da Capo II To You (D.C.II To You 〜ダ・カーポII〜 トゥーユー; PC)
  - 18. Dezember: D.C.II Fall in Love – Da Capo II Fall in Love (D.C.II Fall in Love 〜ダ・カーポII〜 フォーリンラブ; PC)
- 2010:
  - 23. April: Kotori Love Ex P (ことり Love Ex P; PC)
  - 28. Oktober: D.C.I&II P.S.P – Da Capo I & II – Plus Situation Portable (D.C.I&II P.S.P 〜ダ・カーポI&II〜 プラスシチュエーション ポータブル; PSP-Version von D.C.P.S. und D.C.II P.S.)
  - 25. Dezember: D.C. Dream X’mas – Da Capo Dream Christmas (D.C. Dream X'mas 〜ダ・カーポ〜 ドリームクリスマス; PC)

Da Capo und D.C.I.F. wurden durch MangaGamer auch ins Englische übersetzt. Die Lokalisierung von D.C.I.F., die am 29. November 2010, erfolgte dabei jedoch für PC statt wie das Original für die PlayStation 2.

## Manga
Natsuki Tanihara zeichnete nach der Idee von Circus zwei Mangas zu D.C. – Da Capo. Diese erschienen bei Kadokawa Shoten in Comptiq, einem Computerspielemagazin. Der Erste, D.C. – Da Capo, wurde vom 10. Januar 2003 bis zum 10. März 2004 herausgebracht und in zwei Sammelbänden zusammengefasst. Der zweite, D.C.S.G. – Da Capo Second Graduation, erschien vom 10. Juli 2004 bis 10. Juni 2006, später auch in drei Sammelbänden.
Auch zu den nachfolgenden Spielen erschienen diverse Manga.

## Anime
Von Da Capo sind bislang fünf Anime-Fernsehserien erschienen.

### D.C. – Da Capo
Die erste Serie mit einem Umfang von 26 Folgen wurde von Zexcs produziert und ab dem 5. Juli 2003 im japanischen Fernsehen gezeigt. Die ersten sieben Folgen beinhalteten auch Werbefilme für die Charaktersongs der sieben weiblichen Hauptfiguren.

### D.C.S.S. – Da Capo Second Season
Ab dem 2. Juli 2005 wurde eine zweite Staffel mit 26 Episoden gesendet, die vom Studio feel. produziert wurde.

### D.C.II – Da Capo II
Ab dem 1. Oktober 2007 wurde die dritte Staffel ausgestrahlt, die ebenfalls von feel. produziert wurde und 13 Folgen umfasst.

### D.C.II S.S. – Da Capo II Second Season
Die Fortsetzung der dritten Staffel wurde ab dem 5. April 2008 im japanischen Fernsehen gezeigt und umfasste wie ihr Vorgänger 13 Folgen die ebenfalls von feel. animiert wurden.

### D.C.III – Da Capo III
Das Computerspiel D.C.III – Da Capo III wurde ebenfalls als Anime-Serie adaptiert. Diese wird ab 5. Januar 2013 auf Tokyo MX ausgestrahlt sowie einige Stunden später auf MBS und TV Aichi und einige Tage später auf BS11 und AT-X. Animiert wird es von Kazami Gakuen Kōshiki Dōga-bu, dessen Name vom Handlungsort abgeleitet ist, unter der Regie von Ken’ichi Ishikura.

### Synchronisation
| Rolle            | japanischer Sprecher (Seiyū) |
| ---------------- | ---------------------------- |
| Nemu Asakura     | Sakura Nogawa                |
| Sakura Yoshino   | Yukari Tamura                |
| Jun'ichi Asakura | Yūki Tai                     |

### Musik
Für den Vorspann wurde in der ersten Staffel D.C. – Da Capo das Lied Sakura Saku Mirai Koi Yume von yozuca* sowie Sonzai von CooRie, welches nur in der letzten Folge vorkommt, verwendet. Der Abspann wurde untermalt mit Mirai e no Melody, ebenfalls von CooRie, und Utamaru Ekaki Uta von Haruko Momoi.
Als Vorspann der zweiten Staffel D.C.S.S. – Da Capo Second Season wurde Sakura-iro no Kisetsu (dt. „Kirschblütenfarbene Jahreszeit“) erneut von yozuca* gesungen und die Titel für den Abspann Akatsuki ni Saku Uta und Kioku Love Letter stammen wiederum von CooRie.
Auch in der dritten Staffel D.C.II – Da Capo II wurden zwei Titel von CooRie verwendet. Für den Vorspann war dies Sakura Kimi ni Emu und für den Abspann Yasashisa wa Ame no yō ni (優しさは雨のように).